# Herbignac
Herbignac là một xã thuộc tỉnh Loire-Atlantique, trong vùng Pays de la Loire ở phía tây nước Pháp. Xã này nằm ở khu vực có độ cao trung bình 15 mét trên mực nước biển. Theo điều tra dân số năm 1999 của INSEE, xã có dân số 4353 người.

## Liêt kết ngoàis
- Official Web site (tiếng Pháp)

 Tư liệu liên quan tới Herbignac tại Wikimedia Commons